# Varlaam de Khoutyne
Pour les articles homonymes, voir Barlaam et Varlaam.
Saint Varlaam de Khoutyne, ou Barlaam, (mort en 1192 à Novgorod) est un moine russe fondateur du monastère de la Transfiguration à Khoutyne près de Novgorod. Il compte parmi les saints de l'Église orthodoxe russe. Il est fêté le 6 novembre (date de sa mort) dans le calendrier julien, ce qui correspond au 19 novembre dans le calendrier grégorien.

## Biographie
Né dans le monde Alexis Mikhaïlovitch (ou Mikhalevitch), fils d'un riche marchand de Novgorod, il distribue ses biens aux pauvres pour devenir moine au monastère du Mont-Chauve près de Novgorod, puis devient ermite sur la colline de Khoutyne, près de la rivière Volkhov à dix verstes au nord de Novgorod. En 1192, il y fait construire une église de pierre consacrée à la Transfiguration du Sauveur, sur la rive droite de la rivière, et un monastère dont il devient l'higoumène.
La charte de fondation de Varlaam, écrite sur parchemin, est conservée jusqu'à nos jours. C'est l'un des actes officiels les plus anciens de Russie. Il y est fait mention de don par lui de terres de pâturage, de culture de froment, et d'autres terrains de deux villages lui appartenant, dont celui où se trouve le monastère.
Saint Varlaam est vénéré localement, d'abord au XIIIe siècle à Novgorod, puis plus tard à Moscou. Il est célébré dans toute la Russie à partir de 1461, le premier vendredi du jeûne de saint Pierre (c'est-à-dire du lundi après le neuvième dimanche après Pâques, jusqu'à la fête des saints apôtres Pierre et Paul, le 29 juin), ainsi que le 6 novembre, date de sa mort.